# مجموعه آثارتنگه دربند
مجموعه آثارتنگه دربند مربوط به دوره ساسانیان - سده‌های اولیه دوران‌های تاریخی پس از اسلام است و در شهرستان بدره، بخش هندمینی، روستای گچ کوبان، ۳ کیلومتری تنگه دربند واقع شده و این اثر در تاریخ ۲۷ بهمن ۱۳۸۷ با شمارهٔ ثبت ۲۴۶۳۹ به‌عنوان یکی از آثار ملی ایران به ثبت رسیده است.